# Iglesia de Nuestra Señora del Rosario (San Ildefonso)
La iglesia de Nuestra Señora del Rosario (también conocida como El Cristo) es un templo católico barroco situado en el Real Sitio de San Ildefonso.

## Historia
Tras la formación del Real Sitio como consecuencia de la construcción del palacio y sus jardines en la década de 1720, un grupo de fieles, reunido en cofradía, pide permiso para la construcción de una ermita dedicada a la titular de esta, Nuestra Señora del Rosario.
La reina Isabel de Farnesio, esposa de Felipe V, apoyará el proyecto del que participaba Domenico Maria Sani, artista y decorador de su confianza.
El proyecto arquitectónico se encargó al arquitecto italiano Sempronio Subisatti, siendo financiado por el obispo de Segovia, Domingo Valentín Guerra, y la propia Isabel de Farnesio. La construcción sería finalizada en 1758, siendo consagrada por Antonio Milon, abad de la Real Colegiata de la Santísima Trinidad y arzobispo in partibus de Edesa.

## Descripción
El templo cuenta con una planta rectangular de ángulos curvilíneos, formando una nave única y central de gran tamaño. La iglesia se dispone en un eje aproximado sur-norte, encontrándose en este último punto la  cabecera. 
Cuenta con una fachada principal, al mediodía, de estilo tardobarroco de neta influencia italiana. Se encuentra pintada en colores ocres y cuenta con detalles de decoración clásica como grecas.

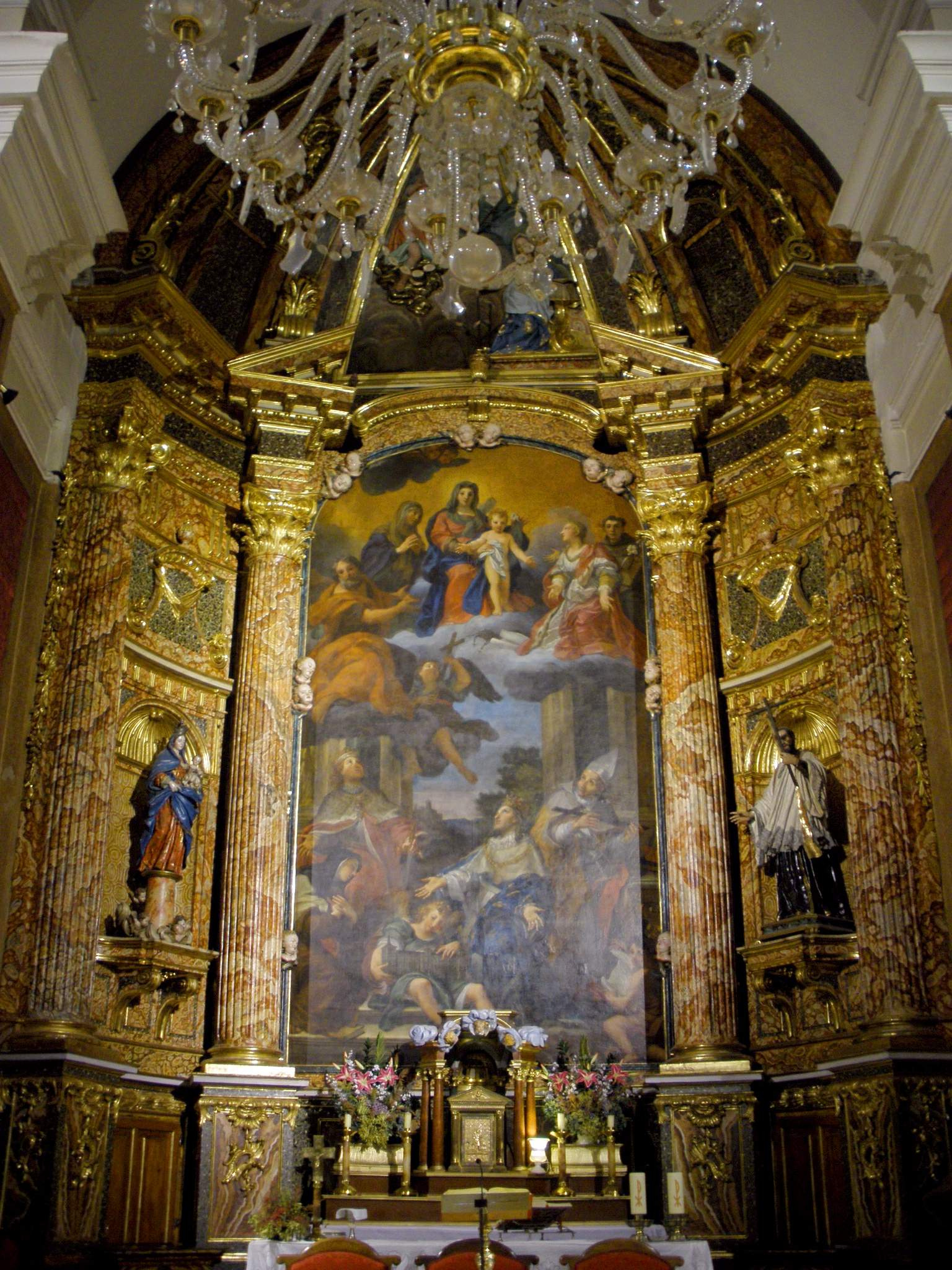
Retablo principal de la iglesia.

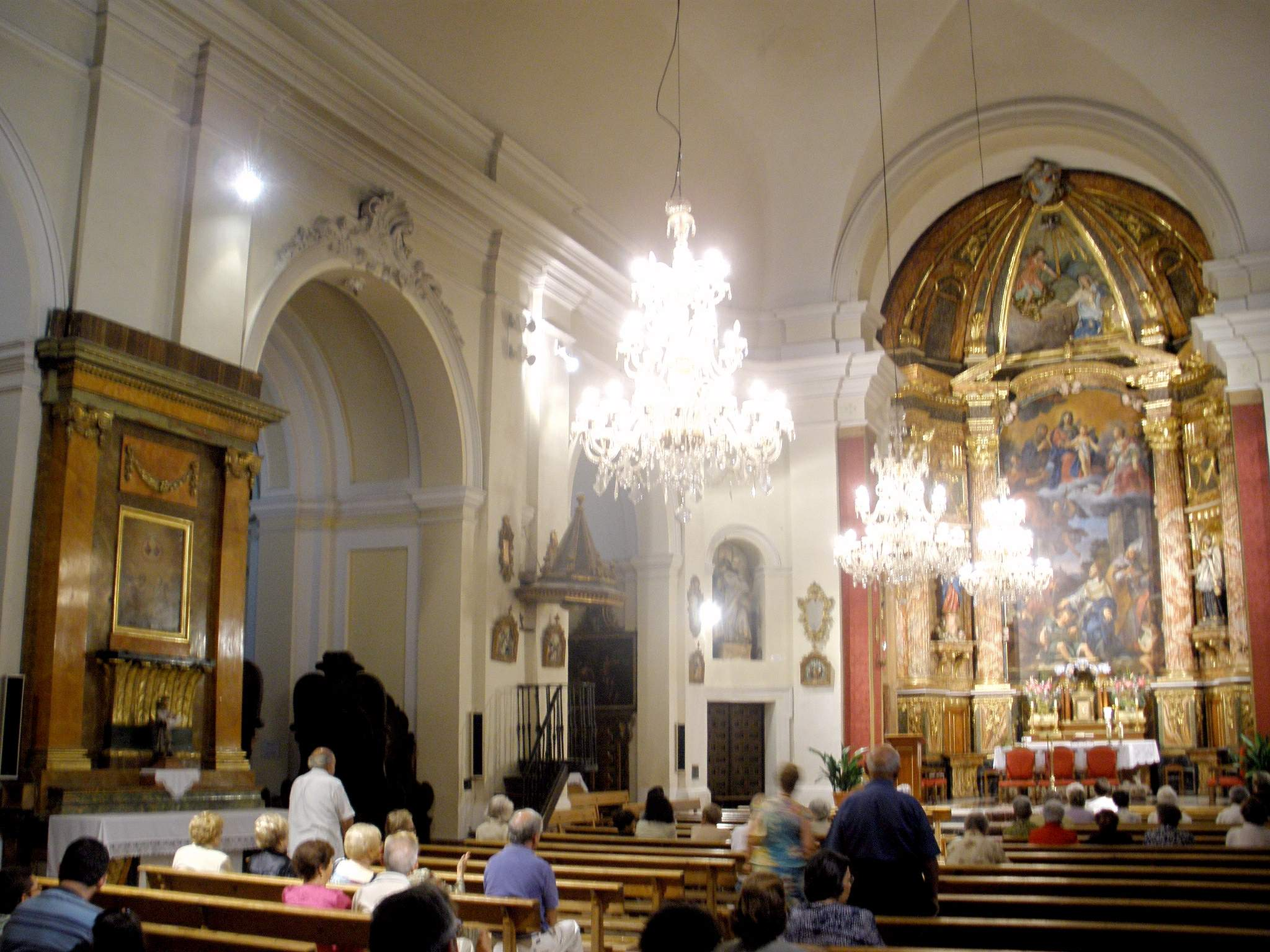
Vista del interior de la iglesia, desde el lado derecho de la nave.

En su interior alberga un presbiterio presidido por un gran retablo tardobarroco, pintado imitando mármoles y parcialmente dorado. El retablo incorpora en su calle central una pintura de grandes dimensiones. El retablo muestra a la Virgen del Rosario en su parte superior, con Santa Ana a su derecha y la propia Isabel de Farnesio a la izquierda, señalando a la Virgen la zona inferior del cuadro donde se disponen diversos santos patronos de la familia real: San Fernando, San Luis, Santa Teresa de Jesús y San Carlos Borromeo. También un ángel lleva un modelo de la fachada del palacio real de La Granja, en su primer diseño, obra de Teodoro Ardemans. Además en sus calles laterales cuenta con importantes esculturas de Nuestra Señora del Pilar (lado del Evangelio) y San Francisco Javier (lado de la Epístola), ambas obra de Luis Salvador Carmona.
La iglesia cuenta con seis capillas laterales, tres a cada lado de la nave. En el centro de la nave se alzan las dos capillas laterales de mayor tamaño. Estas capillas cuentan con sendos retablos de mármoles que fueron encargados a Génova:
- La capilla del lado izquierdo alberga la escultura del Cristo del Perdón, obra de Luis Salvador Carmona, y donde San Antonio María Claret tuvo una importante visión de Cristo, una placa de azulejos recuerda el hecho.
- La capilla del lado derecho alberga la imagen de la Virgen de la Soledad. En esta capilla está enterrado en una importante sepultura de mármol gris, estilo neoclásico, Manuel de Roda y Arrieta, secretario de Gracia y Justicia de Carlos III.